# Wicker Street Green
Wicker Street Green – osada w Anglii, w hrabstwie Suffolk, w dystrykcie Babergh, w civil parish Kersey. Leży 19 km na zachód od miasta Ipswich i 92 km na północny wschód od Londynu.